# 高加索鱒
高加索鳟（学名：Salmo ciscaucasicus），也称捷列克鳟（英語：Terek trout），為輻鰭魚綱鮭形目鮭科的一種淡水魚，分佈於东欧和西亚交界的北高加索地区，主要栖息地为捷列克河和里海西岸，但在亞塞拜然北部、烏拉爾河及伏爾加河流域也有分布。通常生活在水深50（160英尺）、礫石底質、水質清澈、冰冷的底層水域，體長可達130（51英寸），以魚類、甲殼類為食，會進行洄游，生活習性不明。
与高加索鳟栖息地稍有交集的是里海南部的裏海鱒（Salmo caspius），但两者形态不同，后者要小得多。